# Gammaproteobakterie
Gammaproteobakterie – klasa bakterii z typu proteobakterii. Do klasy tej należy wiele klinicznie istotnych patogenów, np. Salmonella (zatrucia pokarmowe), Yersinia pestis (dżuma), Vibrio cholerae (cholera), Pseudomonas aeruginosa (zakażenia układu oddechowego) czy Klebsiella pneumoniae (zapalenie płuc). Jak wszystkie proteobakterie, gammaproteobakterie są Gram-ujemne.

## Systematyka
Wybrane rodziny gammaproteobakterii:
- Acidithiobacillaceae
- Aeromonadaceae
- Alcanivoracaceae
- Alteromonadaceae
- Cardiobacteriaceae
- Chromatiaceae
- Coxiellaceae
- Ectothiorhodospiraceae
- Enterobacteriaceae
- Francisellaceae
- Halomonadaceae
- Legionellaceae
- Methylococcaceae
- Moraxellaceae
- Oceanospirillaceae
- Pasteurellaceae
- Piscirickettsiaceae
- Pseudomonadaceae
- Shewanellaceae
- Succinivibrionaceae
- Thiotrichaceae
- Vibrionaceae
- Xanthomonadaceae